# Smoke on the Water (album)
Smoke on the Water kompilacijski je album britanskog hard rock sastava Deep Purple, kojeg 1998. godine objavljuje diskografska kuća, 'PGD Special Markets'.

## Popis pjesama
1. "Knocking at Your Back Door" - 7:03
2. "Nobody's Home" - 4:00
3. "Hush" - 3:32
4. "Smoke on the Water (live)" - 7:25
5. "Woman from Tokyo (live)" - 4:02
6. "Wasted Sunsets" - 4:01
7. "Gypsy's Kiss" - 5:16
8. "Strangeways" - 5:57
9. "Mitzi Dupree" - 5:06
10. "Dead or Alive" - 4:43